# EFF Pioneer Award

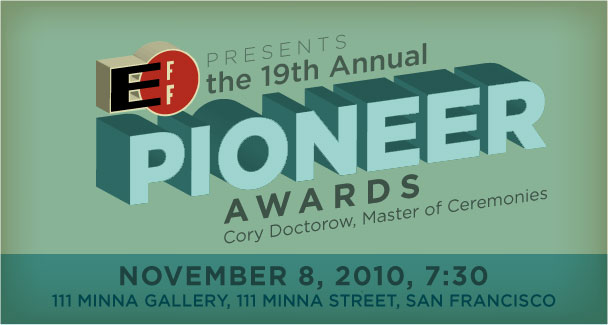
EFF Pioneer Award

EFF Pioneer Award (Награда первопроходцу) — ежегодная премия от Фонда электронных рубежей (EFF) вручаемая людям, которые внесли значительный вклад в расширение прав и возможностей индивидуумов при помощи компьютеров. До 1998 года церемония представления к награде проходила в Вашингтоне, США. После этого награждение проходило на конференции «Компьютеры, свобода и приватность». В 2007 году награждение состоялось на O'Reilly «Emerging Technology Conference».

## Номинанты
- 1992: Дуглас Энгельбарт, Роберт Э. Кан, Том Дженнингс, Джим Уоррен, Анджей Смержински
- 1993: Пол Бэран, Винтон Серф, Уорд Кристенсен, Дэйв Хьюз, разработчики USENET (принята Томом Траскоттом и Джимом Эллисом)
- 1994: Айвен Сазерленд, Билл Аткинсон, Уитфилд Диффи и Мартин Хеллман, Мюррей Турофф и Starr Roxanne Hiltz, Ли Фельзенштейн и WELL
- 1995: Филипп Циммерман, Анита Борг, Willis Ware
- 1996: Роберт Меткалф, Питер Нейман, Шаббир Сафдар и Мэтт Блэйз
- 1997: Хеди Ламарр и Джордж Антейл (специальный приз, посмертно для Антейла), Johan Helsingius, Марк Ротенберг
- 1998: Линус Торвальдс, Ричард Столлман, Барбара Симонс
- 1999: Джон Постел (посмертно), Дразен Пантик, Саймон Дэвис[1]
- 2000: «Библиотекари Везде» (принята Карен Г. Шнайдер), Тим Бернерс-Ли, Фил Агре
- 2001: Брюс Эннис (посмертно), Сет Финкельштейн, Стефани Перрен
- 2002: Дэн Гиллмор, Бет Гивенс, Джон Йохансен и разрабочики DeCSS
- 2003: Эми Гудман, Эбен Моглен, Дэвид Собел[2]
- 2004: Ким Александр, Дэвид Дилл, Ави Рубин (по вопросам безопасности связанных с электронным голосованием)
- 2005: Митч Kapor, Эдвард Фельтен, Патрик Болл
- 2006: Крейгслист, Gigi Sohn, Джимми Уэйлс
- 2007: Йохай Бенклер, Кори Доктороу, Брюс Шнайер
- 2008: Mozilla Foundation и ее председатель Митчелл Бейкер; Майкл Гейст; и информатор из AT&T Марк Клейн[3]
- 2009: Лимор Фрид, Harri Hursti и Карл Маламуд
- 2010: Стивен Афтергуда, Джеймс Бойл, Памела Джонс сайта Groklaw и Хари Кришна Прасад Вемару
- 2011: Рон Уайден, Ян Голдберг и Nawaat.org
- 2012: Эндрю Хуан, Жереми Циммерман, проект Tor
- 2013: Аарон Шварц (посмертно), Джеймс Лав, Гленн Гринвальд и Лора Пойтрас
- 2014: Франк Ла Рю, Зои Лофгрена, Тревор Пэглен
- 2015: Каспар Боуден (посмертно), Citizen Lab, Anriette Esterhuysen и Ассоциация прогрессивных коммуникаций и Кэти Сьерра[4]
- 2016: Malkia Cyril Центра медиа юстиции, активист защиты данных Макс Шремс, авторы доклада «ключи под ковриком» и сенаторы штата Калифорния Марк Лено и Джоэл Андерсон[5][6]
- 2017: Челси Мэннинг, Майк Масник, Энни Гейм[7]
- 2018: Стефани Ленц, Джо Макнэми, Сара Т. Робертс[8]
- 2019: Дана Бойд, Oakland Privacy, Уильям Гибсон[9]
- 2021: Кейд Крокфорд, Пэм Диксон, Мэтт Митчелл[10]

Премия изменила название на EFF Awards:
- 2022: Алаа Абд Эль-Фаттах, Фонд цифровой защиты, Кайл Винс[11].
- 2023: Александра Элбакян, Library Freedom Project[англ.], Signal[12]
- 2024: Каролина Ботеро, Connecting Humanity, 404 Media[13]